# Linia kolejowa Číčenice – Volary
Linia kolejowa Číčenice – Volary (Linia kolejowa nr 197 (Czechy)) – jednotorowa, regionalna i niezelektryfikowana linia kolejowa w Czechach. Łączy Číčenice i Volary. Przebiega w całości przez terytorium kraju południowoczeskiego.